# Saint-Michel-sur-Savasse
Saint-Michel-sur-Savasse és un municipi francès situat al departament de la Droma i a la regió d'Alvèrnia-Roine-Alps. L'any 2007 tenia 504 habitants.

## Demografia

### Població
El 2007 la població de fet de Saint-Michel-sur-Savasse era de 504 persones. Hi havia 175 famílies de les quals 34 eren unipersonals (21 homes vivint sols i 13 dones vivint soles), 51 parelles sense fills, 86 parelles amb fills i 4 famílies monoparentals amb fills.
La població ha evolucionat segons el següent gràfic:
Habitants censats

### Habitatges
El 2007 hi havia 206 habitatges, 175 eren l'habitatge principal de la família, 15 eren segones residències i 16 estaven desocupats. 189 eren cases i 13 eren apartaments. Dels 175 habitatges principals, 134 estaven ocupats pels seus propietaris, 33 estaven llogats i ocupats pels llogaters i 8 estaven cedits a títol gratuït; 3 tenien una cambra, 1 en tenia dues, 19 en tenien tres, 51 en tenien quatre i 100 en tenien cinc o més. 119 habitatges disposaven pel capbaix d'una plaça de pàrquing. A 57 habitatges hi havia un automòbil i a 100 n'hi havia dos o més.

### Piràmide de població
La piràmide de població per edats i sexe el 2009 era:
| Homes | Edats   | Dones |
| ----- | ------- | ----- |
| 0     | 95 o +  | 0     |
| 0     | 90 a 94 | 0     |
| 8     | 85 a 89 | 4     |
| 0     | 80 a 84 | 4     |
| 8     | 75 a 79 | 8     |
| 12    | 70 a 74 | 4     |
| 8     | 65 a 69 | 12    |
| 4     | 60 a 64 | 8     |
| 8     | 55 a 59 | 4     |
| 4     | 50 a 54 | 12    |
| 16    | 45 a 49 | 0     |
| 20    | 40 a 44 | 20    |
| 12    | 35 a 39 | 24    |
| 16    | 30 a 34 | 8     |
| 16    | 25 a 29 | 12    |
| 0     | 20 a 24 | 24    |
| 16    | 15 a 19 | 4     |
| 20    | 10 a 14 | 12    |
| 12    | 5 a 9   | 20    |
| 16    | 0 a 4   | 0     |

## Economia
El 2007 la població en edat de treballar era de 323 persones, 253 eren actives i 70 eren inactives. De les 253 persones actives 237 estaven ocupades (135 homes i 102 dones) i 17 estaven aturades (7 homes i 10 dones). De les 70 persones inactives 10 estaven jubilades, 34 estaven estudiant i 26 estaven classificades com a «altres inactius».

### Ingressos
El 2009 a Saint-Michel-sur-Savasse hi havia 185 unitats fiscals que integraven 524,5 persones, la mediana anual d'ingressos fiscals per persona era de 16.839 €.

### Activitats econòmiques
Dels 20 establiments que hi havia el 2007, 1 era d'una empresa alimentària, 2 d'empreses de fabricació d'altres productes industrials, 4 d'empreses de construcció, 1 d'una empresa de comerç i reparació d'automòbils, 1 d'una empresa de transport, 1 d'una empresa d'informació i comunicació, 1 d'una empresa immobiliària, 6 d'empreses de serveis, 2 d'entitats de l'administració pública i 1 d'una empresa classificada com a «altres activitats de serveis».
Dels 4 establiments de servei als particulars que hi havia el 2009, 1 era un taller de reparació d'automòbils i de material agrícola, 1 paleta, 1 lampisteria i 1 perruqueria.
L'únic establiment comercial que hi havia el 2009 era una fleca.
L'any 2000 a Saint-Michel-sur-Savasse hi havia 31 explotacions agrícoles que ocupaven un total de 486 hectàrees.

## Equipaments sanitaris i escolars
El 2009 hi havia una escola elemental integrada dins d'un grup escolar amb les comunes properes formant una escola dispersa.

## Poblacions més properes
El següent diagrama mostra les poblacions més properes.